# Halowe Mistrzostwa Europy w Lekkoatletyce 1989 – skok w dal kobiet
Skok w dal kobiet – jedna z konkurencji technicznych rozgrywanych podczas halowych lekkoatletycznych mistrzostw Europy w  hali Houtrust w Hadze. Rozegrano od razu finał 18 lutego 1989. Zwyciężyła reprezentantka Związku Radzieckiego Galina Czistiakowa. Tytułu zdobytego na poprzednich mistrzostwach nie broniła Heike Drechsler z Niemieckiej Republiki Demokratycznej.

## Rezultaty

### Finał
Opracowano na podstawie materiału źródłowego.
| Miejsce | Zawodniczka         | Wynik | Uwagi |
| ------- | ------------------- | ----- | ----- |
| 1       | Galina Czistiakowa  | 6,98  |       |
| 2       | Iołanda Czen        | 6,86  |       |
| 3       | Ringa Ropo-Junnila  | 6,62  |       |
| 4       | Antonella Capriotti | 6,56  |       |
| 5       | Agata Karczmarek    | 6,56  |       |
| 6       | Mary Berkeley       | 6,33  |       |
| 7       | Tineke Hidding      | 6,33  |       |
| 8       | Marjon Wijnsma      | 6,30  |       |
| –       | Edine van Heezik    | NM    |       |